# Bill Haley
William John Clifton "Bill" Haley (Highland Park, Detroit, Míchigan; 6 de julio de 1925-Harlingen, Texas; 9 de febrero de 1981) fue un músico estadounidense, uno de los propulsores del rock and roll, que popularizó grandemente este tipo de música a principios de 1950 con su grupo Bill Haley & His Comets, teniendo hits con ventas millonarias como "Rock Around the Clock", "See You Later, Alligator", "Shake, Rattle and Roll", "Rocket 88", "Skinny Minnie" y "Razzle Dazzle". Vendió más de 25 millones de discos en todo el mundo. A Haley se le considera el padre del rock and roll.

## Biografía

### Inicios y carrera
Bill Haley nació el 6 de julio de 1925 en Highland Park, Míchigan como William John Clifton Haley. En 1929 a los 4 años, sufrió de una cirugía en el mastoides que accidentalmente lesionó severamente al nervio óptico, dejando como secuela ceguera del ojo izquierdo el resto de su vida. Como resultado de los efectos de la Gran Depresión en el área de Detroit, su padre mudó a la familia a Bethel, Pensilvania, cuando Bill tenía siete años. El padre de Haley, William Albert Haley originario de Kentucky, tocaba el banjo y la mandolina y su mamá Maude Green originaria de Ulverston en Lancashire, Inglaterra, lo acompañaba en los teclados por tener formación clásica. Haley contó la historia de que cuando hizo una guitarra simulada con cartón, sus padres le compraron una real.
Una de sus primeras presentaciones fue en 1938 en un evento de entretenimiento para Bethel Junior Baseball tocando canciones con la guitarra cuando tenía 13 años.
Las anónimas notas de la carpeta que acompañaron en 1956 el álbum Decca Rock Around The Clock describe sus inicios y carrera; "Cuando Bill Haley tenía quince años, abandonó su casa con su guitarra y muy poco para estar fuera del duro camino de la fama y de la fortuna. En los siguientes pocos años, continuaría esta historia a manera de un cuento, muy dura y golpeado por la pobreza, pero abarrotado por la experiencia. Aparte de aprender cómo existir con un alimento al día y otros ejercicios artísticos, trabajó en un espectáculo al aire libre, cantando y presentando con una banda que quería ser de él, trabajando con un espectáculo de medicina del viajero. Eventualmente tuvo un trabajo con un grupo muy popular conocido como los "Down Homers" mientras estuvieron en Hartford, Connecticut. Más tarde decidiría por el éxito que tuvo en ese momento, ser su propio jefe desde entonces. Estas notas fueron acumulándose en el inicio de su banda, conocida como The Four Aces of Western Swing. Durante los años 1940 Haley fue considerado uno de los vocalistas vaqueros en Estados Unidos como "Silver Yodeling Bill Haley".
Estas notas aisladas concluyen: "Por seis años Bill Haley fue director musical de Radio Station WPWA en Chester, Pennsylvania, líder de su banda a través de ese período. Fue conocido como Bill Haley's Saddlemen, llegando su estilo ser identificado en el Western. Continuó tocando  en clubes y en la radio alrededor de Filadelfia y en 1951 hizo su primera grabación para el sello Ed Wilson's Keystone en Filadelfia." El 14 de junio de 1951 the Saddlemen grabaron un cover de "Rocket 88", considerada una de las primeras grabaciones de Rock and Roll de la historia. Originalmente fue grabada entre el 3 y 5 de marzo de 1951 por Jackie Brenston and his Delta Cats.

### Bill Haley & His Comets
Durante el fin de semana del día del trabajo en 1952, the Saddlemen fueron renombrados como Bill Haley & His Comets (inspirados supuestamente en la pronunciación oficial del Cometa Halley nombre sugerido por el director de un programa de radio de la estación WPWA, Bob Johnston, donde Haley tenía un programa en vivo en la estación de radio a la 1 de la tarde) y en 1953 Haley grabó "Crazy Man, Crazy" (escrita por él y el bajista Marshall Lytle, aunque Lytle recibiría el crédito hasta el año 2001), siendo la primera canción del rock and roll en ser un éxito en las listas estadounidenses, llegando al número 15 en Billboard y al número 11 en Cashbox. Más tarde la banda sería registrada como Bill Haley & His Comets.
En 1953, Rock Around the Clock fue grabada por Haley. Inicialmente tuvo relativo éxito, llegando al número 13 en las listas pop de Billboard y estando en las listas por pocas semanas. Un mes más tarde reentraría como un número uno. 
Haley muy pronto tendría otro hit mundial, con "Shake, Rattle and Roll", con el cual vendió un millón de copias y fue la primera canción del rock and roll en entrar a las listas británicas en diciembre de 1954, siendo un disco de oro. Retuvo elementos del original (mientras eran blues lento), pero su rapidez hacia arriba en algunos aspectos musicales tipo country dentro de la canción (específicamente swing occidental) y con cambios en los coros, Haley y su banda fueron importantes para el conocimiento de esta música llamada "Rock and Roll" para una amplia audiencia después de un período de ser considerada como un género subterráneo (underground) y exclusivamente afroamericano.
Cuando "Rock Around the Clock" aparece como tema musical en la película Blackboard Jungle (Semilla de Maldad), protagonizada por el actor canadiense Glenn Ford, esto lo impulsó para llegar al tope de las listas estadounidenses de Billboard por ocho semanas. El sencillo fue utilizado como un parteaguas entre la "era del rock" y la industria musical que le  precedía. Billboard hace la separación de acuerdo con  tabulaciones estadísticas de 1890-1954 y de 1958 hasta el momento actual. Después que la grabación permaneció en el número uno, Haley recibió el título de "Padre del Rock and Roll" por los medios de comunicación y por los adolescentes blancos que habían llegado y abrazado al supuesto nuevo estilo de música. Lo cierto es que el Rock and Roll había nacido varios años atrás con los cantantes afroamericanos que finalmente se vieron desplazados por la industria de la música anglosajona, su racismo y su poderío económico. Aun así, con el éxito comercial de estas canciones, la edad de la música del rock and roll iniciaba la noche y terminaba el dominio del jazz y de la música pop representada por Frank Sinatra, Jo Stafford, Perry Como, Bing Crosby, Al Martino y otros. Sin embargo, en el Reino Unido, Haley soportó a Dankword Seven cuyo vocalista era Frank Holder entre otros.
A pesar de las fuertes críticas por haberse apropiado del género inventado por los negros, "Rock Around the Clock" fue la primera grabación en vender más de un millón de copias en la Gran Bretaña y en Alemania. Más tarde en 1957, Haley fue uno de los primeros cantantes estadounidense de rock en viajar a Europa. Haley continuó teniendo otros éxitos a través de los años 1950 como "See You Later Alligator" y participó en la primera película musical del Rock and Roll, con Around the Clock y Don't Knock the Rock, ambas en 1956. Con 30 años de edad, empezaba rápidamente a ser eclipsado por cantantes más jóvenes en los Estados Unidos, como el sexy de Elvis Presley, pero continuaba teniendo una gran popularidad en América Latina, Europa y en Australia durante el decenio de 1960. Bill Halley & His Comets presentaron "Rock Around the Clock" en the Texaco Star Theatre presentado por Milton Berle el martes 31 de mayo de 1955, por NBC en una versión a capela. Berle predijo que la canción sería número uno: "Un grupo de entretenimiento quienes van directo a la cima". Berle también cantó y bailó con la canción mientras se arreglaba para el show. Fue uno de los primeros programas de televisión a escala nacional que presentó a una banda de rock and roll proveyendo un nuevo ritmo y género musical hacia una audiencia muy amplia. 
Bill Haley & His Comets fue una de las primeras bandas de rock and roll en aparecer en el icónico programa musical estadounidense de variedades  de Ed Sullivan, el domingo 27 de noviembre de 1957, transmitido por la CBS desde el Shakespeare Festival Theater en Hartford, Connecticut. Presentaron una versión en vivo de "Rock Around the Clock" con Fanny Beecher en la guitarra principal y Dick Richards en la batería. La banda hizo su segunda aparición en el show el domingo 28 de abril de 1957, interpretando las canciones "Rudy's Rock" y "Forty Cups of Coffee".
Bill Haley & His Comets aparecieron como huéspedes en American Bandstand, de Dick Clark en dos ocasiones en 1957 y transmitido por ABC, siendo el primer show el 28 de octubre de 1957 y el segundo show el 27 de noviembre de 1957. Asimismo, la banda apareció en The Dick Clark's Saturday Night Beechnut Show, también conocido como The Dick Clark Show, una serie televisual de Nueva York, del 22 de marzo de 1958, durante la primera sesión y el 20 de febrero de 1960, presentando "Rock Around The Clock", "Shake, Rattle and Roll" y "Tamiami".

## Vida personal

### Matrimonios
Bill Haley estuvo casado en tres ocasiones:
- Dorothy Crowe (11 de diciembre de 1946 - 14 de noviembre de 1952) (divorciado) (dos hijos)
- Barbara Joan Cupchak (18 de noviembre de 1952 - 1960) (divorciado) (cinco hijos)
- Martha Velasco (1963 - 9 de febrero de 1981 en su fallecimiento) (tres hijos)

### Hijos
Bill Haley tuvo diez hijos. John W. Haley, su hijo mayor, escribió Sonido y Gloria, una biografía de Haley, y otro hijo, Sharyn, con su primera esposa Dorothy Crowe. Su hija más joven, Gina Haley, es una profesional de la música establecida en Texas. Scott Haley es un atleta. Su hijo más joven, Pedro, es también músico.
Bill Haley, Jr., (segundo hijo de Haley y primero con Joan Barbara "Cuppy" Haley-Hahn) publicista en una revista regional de negocios en el Sureste de Pensilvania (Route 422 como consejero de negocios). Cantó y tocó la guitarra con una banda llamada "Bill Haley and the Satellites" y liberó un CD en  2011. También apareció ocasionalmente con los "Cometas Originales" en the Bubba Mac Shack en Somers Point, Nueva Jersey, de 2004 a 2011, y en The Twin Bar en una ceremonia rededicada en Gloucester City, Nueva Jersey, en el año 2007. En febrero de 2011, formó un tributo a la banda "Bill Haley and the Comets", presentando la música de su padre y contando las historias detrás de las canciones. Bill Haley, la Jr. y los Comets frecuentmente se presentan en festivales a través de los Estados Unidos, exhibiciones de autos, casinos, comunidades con retiro exclusivo. En marzo de 2014 la banda tuvo un éxito completo en las tres semanas que duró la gira en Nueva Zelanda. Bill Jr. se presentó en el Reino Unido en Remsby Rock 'n' Roll durante la primavera de 2015, y regresó en octubre de 2016.

### Muerte y legado
Bill Haley admitió ser alcohólico en una entrevista de radio realizada en 1974 para la BBC. Él luchó una batalla contra el alcohol en el decenio de 1970. Sin embargo, continuó con su banda, teniendo giras muy populares, de beneficencia y de nostalgia de los años 1950s, movimiento iniciado a fines de los años 1960s y firmando grabaciones muy lucrativas con el sello europeo Sonet. Después de presentarse para la reina Isabel II en el Royal Performance el 10 de noviembre de 1979, Haley tuvo su presentación final en Sudáfrica en mayo y junio de 1980. Su mánager británico inventó la historia antes de la gira por Sudáfrica de que se le había sido diagnosticado un tumor cerebral, cancelando la gira planeada para Alemania en el otoño de 1980.
El 25 de octubre de 1980, la edición del periódico alemán Bild dio la noticia de que Haley tenía un tumor cerebral. Su mánager británico Patrick Malynn respondió que "Haley había hecho un ajuste. No sabía otra información" y que se encontraba en su hogar en Beverly Hills.Su última esposa y compañera en ese momento y hasta su muerte siempre negó la historia del tumor cerebral alegando a la estrategia de su mánager británico para salir indemne de la cancelación de la gira alemana,otros músicos que acompañaban a Haley en ese momento como el guitarrista Johnny Kay también lo corroboran.
El diario alemán Berliner Zeitung reportó unos días más tarde que Haley había tenido un colapso en una presentación en Texas y que había sido ingresado a un hospital en Harlingen, Texas. Por lo tanto esto era cuestionable, porque Bill Haley no se presentó en los Estados Unidos desde 1980.
A pesar de su mal estado de salud, Haley empezó a juntar notas con su posible uso como base de una película biográfica basada en su vida, o una publicación de su autobiografía (ambos difieren), y planes para hacer la grabación de un álbum en Memphis, Tennessee, cuando el tumor empezó a afectar su conducta y cuando regresó a su hogar en Harlingen, Texas, murió en la mañana del 9 de febrero de 1981.
Haley fue inducido póstumamente en el Salón de la Fama del Rock and Roll en 1987. Su hijo Pedro lo representó en la ceremonia. Recibió una estrella en al Hollywood Walk of Fame el 8 de febrero de 1960, por sus contribuciones a la industria musical, en 6350 Hollywood Boulevard. Los Comets fueron separadamente inducidos al Salón de la Fama como un grupo en 2012, después de varios cambios que siguieron a la inducción del grupo (The Comets fueron inducidos en masa junto a otros grupos como Hank Ballard's Midnighters y Gene Vincent't Blue Caps)
Los compositores Tom Rusell y Dave Alvin posterior a la muerte de Haley dirigieron en términos musicales con "Halley Comet" en el álbum de Alvin Blue Blvd. Dwight Yoakam cantó en los coros como un tributo.
Miembros sobrevivientes del contingente original entre 1954-1955 de Haley's Comets se reunieron a fines de los años 1980s y continúan presentando por muchos años alrededor del mundo. Lanzaron un concierto en DVD en 2004 para Hydra Records, tocando en Viper Room en West Hollywood en 2005, y presentándose en Dick Clark's American Bandstand Theater en Branson, Misuri, a comienzos de 2006-2007. Como en el 2004, solo dos miembros de este particular contingente vivían (Joey Ambrose y Dick Richards), pero continúan presentándose en Branson y en Europa. Al fin, hay dos grupos que también continúan presentándose en Norteamérica bajo el nombre de The Comets, desde 2014. En marzo de 2007, los originales Comets inauguraron el Museo de Bill Haley en Múnich, Alemana el 27 de octubre de 2007, donde el antiguo ex-Comet el guitarrista Bill Turnes abrió el museo para el público.
Dos de los hijos de Haley, Bill Haley, Jr. y Gina Haley, con sus músicos han grabado recientemente álbumes de la música de su padre y encabezado tributo en los shows musicales.

### Asteroide
En febrero de 2006, the International Astronomical Union anunció el nombramiento del asteroide 79896 Billhaley en el marco del 25° aniversario de la muerte de Haley.

## Estilo y origen del rock and roll

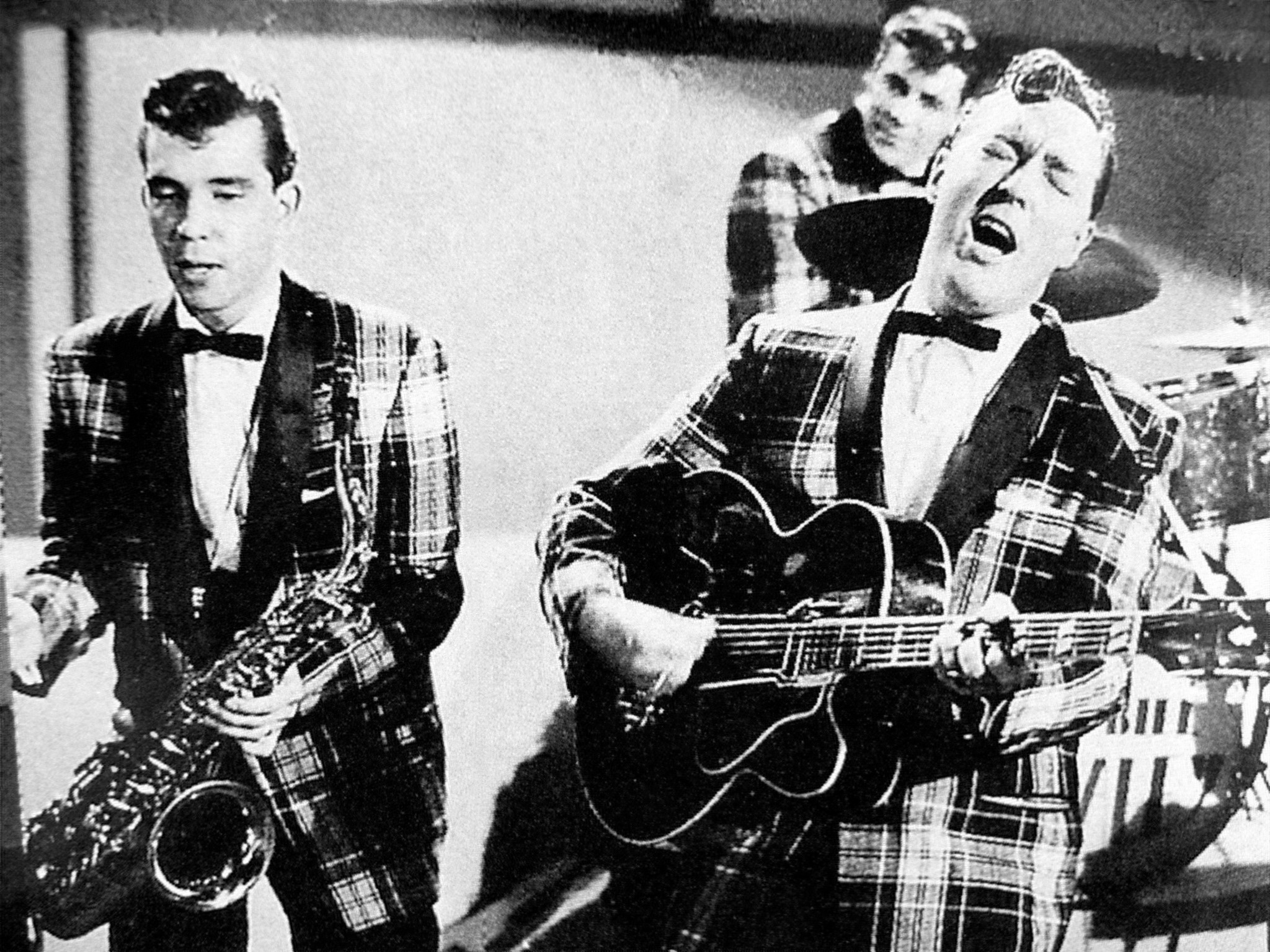
“Bill Haley and his Comets” en 1954.

Hay quienes datan el origen del rock and roll en 1954, con el trabajo discográfico de Bill Haley y su grupo "Bill Haley and his Comets", evolucionando desde el country y el rockabilly, así como desde el rhythm and blues, especialmente con Crazy Man Crazy (1954) y su gran éxito Rock Around the Clock (1954), una reinterpretación del clásico de Jimmy Myers y Max Freedman, y que ya había sido grabado en 1952 por Sunny Dae & His Nights.
Grabó varios discos en español durante su estancia en México, con los que comenzó a promover un nuevo ritmo que finalmente desplazaría al Rock & Roll, el Twist, música y baile inventado por Chubby Checker, estilo musical que entró pisando fuerte en 1962. Entre sus discos de Twist se encuentran La Paloma, Florida Twist y "Tampico Twist". El Twist, vino a marcar el fin de la era del Rock & Roll original e inalterado (1955 a 1961).  En 1964 el grupo británico los Beatles (más la gran ola inglesa que les siguió), vino a desplazar al Twist, o sea que el Twist reinó únicamente por dos años.
El gran mérito de Bill Haley & His Comets es que comenzaron a tocar música de rock unos tres años antes que Elvis Presley, Little Richard, Jerry Lee Lewis, Ritchie Valens, Fats Domino, Buddy Holly, Chuck Berry o Bo Diddley. Resulta difícil determinar quien fue el "Padre" o fundador del Rock & Roll, lo que si se puede asegurar, es que Bill Haley y su banda fueron auténticos pioneros del género.
Uno de sus temas más conocidos (aunque no compuesto por ellos) es "Rock Around The Clock".

### Películas
"Rock Around the Clock (película)"

## Discografía
- Haley, Bill & 4 Aces Western Swing	Ago-48	Too Many Parties, Too Many Pals
- Haley, Bill & 4 Aces Western Swing	Mar-49	Candy Kisses (v1)
- Haley, Bill & 4 Aces Western Swing	Sep-49	The Covered Wagon Rolled Right Along
- Haley, Bill & 4 Aces Western Swing	Sep-49	Yodel Your Blues Away
- Haley, Bill & 4 Aces Western Swing	Feb-50	Behind the Eight Ball
- Haley, Bill	Mar-50	Stand Up And Be Counted
- Haley, Bill & The Saddle Men	Abr-50	Deal Me A Hand (I Play The Game Anyway)
- Haley, Bill & The Saddle Men	Abr-50	Susan Van Dusan
- Haley, Bill & The Saddle Men	Oct-50	Why Do I Cry Over You?
- Haley, Bill	Nov-50	My Sweet Little Girl From Nevada
- Haley, Bill & The Saddle Men	Jul-51	Rocket "88"
- Haley, Bill & The Saddle Men	Sep-51	Green Tree Boogie
- Haley, Bill & The Saddle Men	Dic-51	I'm Crying
- Haley, Bill & The Saddle Men	Dic-51	A Year Ago This Christmas
- Haley, Bill & The Saddle Men	Feb-52	Juke Box Cannon Ball
- Haley, Bill & The Saddle Men	Abr-52	Icy Heart
- Haley, Bill & The Saddle Men	Abr-52	Rock The Joint (v1)
- Haley, Bill & The Saddle Men	Jun-52	Dance With The Dolly
- Haley, Bill & Haley's Comets	Sep-52	Stop Beatin' Round The Mulberry Bush
- Haley, Bill & Haley's Comets	Sep-52	Real Rock Drive
- Haley, Bill & Haley's Comets	Abr-53	Crazy Man Crazy
- Haley, Bill & Haley's Comets	Jun-53	Pat-A-Cake
- Haley, Bill & Haley's Comets	Ago-53	Live It Up
- Haley, Bill & Haley's Comets	Ago-53	Farewell, So Long, Goodbye [UK single]
- Haley, Bill & His Comets	Dic-53	I'll Be True
- Haley, Bill & His Comets	Dic-53	Ten Little Indians [UK single]
- Haley, Bill & Haley's Comets	Mar-54	Chattanooga Choo-Choo
- Haley, Bill & His Comets	May-54	Thirteen Women (And Only One Man in Town)
- Haley, Bill & His Comets	May-54	(We're Gonna) Rock Around the Clock
- Haley, Bill & His Comets	Jul-54	Shake Rattle And Roll
- Haley, Bill & His Comets	Nov-54	Dim, Dim The Lights (I Want Some Atmosphere)
- Haley, Bill & His Comets	Nov-54	Happy Baby [UK single]
- Haley, Bill & His Comets	Feb-55	Mambo Rock
- Haley, Bill & His Comets	Feb-55	Birth of the Boogie
- Haley, Bill & His Comets	Jul-55	Razzle Dazzle
- Haley, Bill & His Comets	Oct-55	Rock-A-Beatin' Boogie
- Haley, Bill & His Comets	Oct-55	Burn That Candle
- Haley, Bill & His Comets	Ene-56	See You Later, Alligator
- Haley, Bill & His Comets	Mar-56	The Saints Rock 'N' Roll
- Haley, Bill & His Comets	Mar-56	R-O-C-K
- Haley, Bill & His Comets	Jun-56	Hot Dog Buddy Buddy
- Haley, Bill & His Comets	Jun-56	Rockin' Through The Rye
- Haley, Bill & His Comets	Ago-56	Rip It Up
- Haley, Bill & His Comets	Oct-56	Rudy's Rock
- Haley, Bill & His Comets	Dic-56	Don't Knock The Rock
- Haley, Bill & His Comets	Mar-57	Forty Cups Of Coffee
- Haley, Bill & His Comets	Mar-57	Hook, Line And Sinker [UK single]
- Haley, Bill & His Comets	May-57	(You Hit The Wrong Note) Billy Goat
- Haley, Bill & His Comets	Ago-57	The Dipsey Doodle
- Haley, Bill & His Comets	Ago-57	Miss You [UK single]
- Haley, Bill & His Comets	Oct-57	Rock The Joint
- Haley, Bill & His Comets	Dic-57	Mary, Mary Lou
- Haley, Bill & His Comets	Mar-58	Skinny Minnie
- Haley, Bill & His Comets	Jul-58	 Lean Jean
- Haley, Bill & His Comets	Sep-58	Chiquita Linda (Un Poquito De Tu Amor?)
- Haley, Bill & His Comets	Sep-58	Whoa Mabel! [UK single]
- Haley, Bill & His Comets	Nov-58	Corrine, Corrina
- Haley, Bill & His Comets	Feb-59	Charmaine
- Haley, Bill & His Comets	Feb-59	I Got A Woman [UK single]
- Haley, Bill & His Comets	Mar-59	(Now And Then There's) A Fool Such As I
- Haley, Bill & His Comets	Jun-59	Caldonia
- Haley, Bill & His Comets	Jun-59	Shaky (inst.) [UK single]
- Haley, Bill & His Comets	Ago-59	Ooh ! Look-A-There, Ain't She Pretty
- Haley, Bill & His Comets	Ago-59	Joey's Song [UK single]
- Haley, Bill & His Comets	Dic-59	Skokiaan (South African Song) (instr.)
- Haley, Bill & His Comets	Dic-59	Puerto Rican Peddlar (instr.) [UK single]
- Haley, Bill & His Comets	Ene-60	Candy Kisses
- Haley, Bill & His Comets	Abr-60	(Put Another Nickel In) Music! Music! Music! (instr.)
- Haley, Bill & His Comets	Abr-60	Chick Safari
- Haley, Bill & His Comets	Abr-60	(We're Gonna) Rock Around the Clock v2
- Haley, Bill & His Comets	Jul-60	Let The Good Times Roll, Creole
- Haley, Bill & His Comets	Jun-61	Flip, Flop And Fly
- Haley, Bill & His Comets	Ago-61	Spanish Twist
- Haley, Bill & His Comets	Oct-61	Riviera (instr.)
- Haley, Bill & His Comets	Mar-63	White Parrakeet
- Haley, Bill & His Comets	Abr-63	Tenor Man
- Haley, Bill & His Comets	Ago-63	Dance Around The Clock
- Haley, Bill & His Comets	Oct-63	Tandy
- Haley, Bill & His Comets	Mar-64	Yakety Sax
- Haley, Bill & His Comets	Abr-64	ABC Boogie (v2)
- Haley, Bill & His Comets	Jul-64	The Green Door
- Haley, Bill & His Comets	May-65	Burn That Candle (v2)
- Haley, Bill & His Comets	Sep-65	Tongue-Tied Tony
- Haley, Bill & His Comets	Ene-69	That's How I Got To Memphis
- Haley, Bill & His Comets	May-70	Rock Around The Clock [live]
- Haley, Bill & His Comets	May-70	Shake, Rattle And Roll [live]
- Haley, Bill & His Comets	May-70	See You Later, Alligator [live]
- Haley, Bill & His Comets	May-70	The Saints Rock 'n' Roll [live]
- Haley, Bill & His Comets	May-70	Razzle Dazzle [live]
- Haley, Bill & His Comets	May-70	Crazy Man Crazy [live]
- Haley, Bill & His Comets	May-71	Travelling Band
- Haley, Bill & His Comets	May-71	Me and Bobby McGee
- Haley, Bill & His Comets	May-79	Hail, Hail Rock 'n' Roll (v1)
- Haley, Bill & His Comets	Nov-79	Everyone Can Rock and Roll
- Haley, Bill & His Comets	Feb-81	Haley's Golden Medley
- Haley, Bill & His Comets	Feb-81	God Bless Rock 'n' Roll
- Haley, Bill & His Comets	1988	Shake, Rattle and Roll (overdubbed)
- Haley, Bill & the Joey Welz Studio Band	Abr-90	Football Rock 'n' Roll (overdubbed)

Lista de hits:
| Año                                                | Título                     | Posición | Posición | Posición    | Posición |
| Año                                                | Título                     | EE. UU.  | US R&B   | Reino Unido |          |
| -------------------------------------------------- | -------------------------- | -------- | -------- | ----------- | -------- |
| 1953                                               | "Crazy, Man, Crazy"        | 12       | —        | —           |          |
| 1954                                               | "Shake, Rattle And Roll"   | 7        | —        | 4           |          |
| 1954                                               | "Dim, Dim The Lights"      | 11       | 10       | —           |          |
| 1955                                               | "Rock Around The Clock"    | 1        | 3        | 1           |          |
| 1955                                               | "Mambo Rock"               | 18       | —        | 14          |          |
| 1955                                               | "Birth Of The Boogie"      | 17       | —        | —           |          |
| 1955                                               | "Burn That Candle"         | 9        | 9        | —           |          |
| 1955                                               | "Rock-A-Beatin' Boogie"    | 23       | —        | 4           |          |
| 1956                                               | "See You Later, Alligator" | 6        | 7        | 7           |          |
| 1956                                               | "R-O-C-K"                  | 16       | 15       | —           |          |
| 1956                                               | "The Saints Rock 'n' Roll" | 18       | —        | 5           |          |
| 1956                                               | "Hot Dog Buddy Buddy"      | 60       | —        | —           |          |
| 1956                                               | "Rockin' Through The Rye"  | 78       | —        | 3           |          |
| 1956                                               | "Rip It Up"                | 25       | —        | 4           |          |
| 1956                                               | "Teenager's Mother"        | 68       | —        | —           |          |
| 1956                                               | "Rock Around The Clock"    | —        | —        | 5           |          |
| 1956                                               | "Razzle-Dazzle"            | 15       | —        | 13          |          |
| 1956                                               | "Rudy's Rock"              | 34       | —        | 26          |          |
| 1957                                               | "Rock The Joint"           | —        | —        | 20          |          |
| 1957                                               | "Don't Knock The Rock"     | —        | —        | 7           |          |
| 1957                                               | "Forty Cups Of Coffee"     | 70       | —        | —           |          |
| 1957                                               | "Billy Goat"               | 60       | —        | —           |          |
| 1958                                               | "Skinny Minnie"            | 22       | —        | —           |          |
| 1958                                               | "Lean Jean"                | 67       | —        | —           |          |
| 1959                                               | "Joey's Song"              | 46       | —        | —           |          |
| 1960                                               | "Skokiaan"                 | 70       | —        | —           |          |
| 1960                                               | "Tamiami"                  | 101      | —        | —           |          |
| 1968                                               | "Rock Around The Clock"    | 118      | —        | 20          |          |
| 1974                                               | "Rock Around The Clock"    | 39       | —        | 12          |          |
| 1974                                               | "See You Later, Alligator" | —        | —        | 52          |          |
| 1981                                               | "Haley's Golden Medley"    | —        | —        | 50          |          |
| "—" significa que no entró en las listas de éxitos |                            |          |          |             |          |